# علم أركنساس

علم ولاية أركنساس

تم اعتماد علم ولاية أركنساس لأول مرة في يوم 26 شباط - فبراير من عام 1913.

## معنى العلم
يتكون علم الولاية من خلفية حمراء اللون يوجد في وسطها قطعة من الماس باللون الأبيض وهو يرمز إلى صناعة الماس في الولاية ويوجد في وسط قطعة الماس هذه اسم ولاية أركنساس بالحروف الكبيرة وباللون الأزرق. يحتوي العلم على 29 نجما خماسية الشكل حيث يحيط بقطعة الماس هذه شريط أزرق يحتوي على 25 نجما بيضاء اللون ترمز هذه النجوم إلى إن ولاية أركنساس هي الولاية رقم 25 في تاريخ انضمامها إلى الاتحاد الأمريكي ويوجد في داخل قطعة الماس 4 نجوم زرقاء اللون حيث ترمز النجمة التي تقع فوق اسم الولاية إلى الولايات الكونفدرالية الأمريكية حيث أنضمت أركنساس إليها في سبيل الأنفصال بينما ترمز النجوم الثلاثة التي تقع في أسفل اسم الولاية إلى ثلاثة أشياء :
- الدول الثلاث التي تعاقبت في حكم الولاية (إسبانيا ,فرنسا والولايات المتحدة)
- توقيع صفقة شراء مقاطعة لويزيان من فرنسا للولايات المتحدة في سنة 1803.
- كانت أركنساس هي الولاية الثالثة التي تأسست بعد ولايتي لويزيانا وميسوري في مقاطعة لويزيانا.

## أعلام سابقة
|  |  |